# Colegio Oficial de Médicos de Tarragona
Colegio Oficial de Médicos de Tarragona es una corporación de Derecho Público de carácter profesional que fue constituida el 1898 en Tarragona. Han de pertenecer obligatoriamente todos los licenciados en medicina que ejerzan la profesión dentro del ámbito territorial de la provincia de Tarragona, en cualquiera de sus modalidades, sea de manera independiente o bien al servicio de las diferentes administraciones públicas existentes, o de instituciones dependientes de ellas, o de cualquier otra entidad pública o privada.

## Funciones
El Colegio Oficial de Médicos de Tarragona asume, entre otras, y en su ámbito territorial las funciones siguientes: la representación de los médicos colegiados, de todos aquellos que ejerzan la profesión médica en el territorio del Colegio Oficial de Médicos, según la legislación vigente y los mismos Estatutos, ante las autoridades y los organismos públicos, y también ante entidades privadas o particulares en la defensa de los intereses profesionales y el prestigio de todos los colegiados o cualquiera de ellos. También vela por la igualdad de derechos y deberes de sus colegiados, así como la solidaridad y ayuda mutua.
En 1998 recibió la Cruz de Sant Jordi. En 2015 organizó el Congreso Nacional de Deontología Médica. Desde 2008 es presidente Fernando Vizcarro Bosch, elegido para un tercer mandato en 2016.